# Canton de Liesse
Pour les articles homonymes, voir Liesse.
Le canton de Liesse est une ancienne division administrative française située dans le district de Laon du département de l'Aisne. Son chef-lieu était la commune de Liesse (aujourd'hui : Liesse-Notre-Dame) et le canton comptait 16 communes à sa création puis 13 communes en 1800.

## Histoire
Le canton est créé le 18 février 1790 sous la Révolution française,. Le canton a compté 16 communes avec Liesse pour chef-lieu au moment de sa création : Bucy-lès-Pierrepont, Caumont, Chivres, Ébouleau, Gizy, Goudelancourt-lès-Pierrepont, Grandlup, Fay, Liesse, Mâchecourt,, Marchais, Monceau-le-Waast, Missy-lès-Pierrepont, Pierrepont, Samoussy et Vesles.
Entre 1790 et 1794, les communes de Grandlup et Fay sont regroupées et forment la commune de Grandlup. Également, la commune de Vesles-et-Caumont est créée à partir des anciennes communes de Caumont et de Vesles. En 1793, les communes de Chivres et Mâchecourt fusionnent et la nouvelle entité communale prend le nom de Chivres-et-Mâchecourt,. Le nombre de communes passent de 16 à 13 communes à la veille de la suppression du canton.
Le canton disparaît le 25 septembre 1801 (3 vendémiaire, an X) sous le Consulat ; Bucy-lès-Pierrepont, Chivres-et-Mâchecourt, Ébouleau, Gizy, Goudelancourt-lès-Pierrepont, Liesse, Marchais, Missy-lès-Pierrepont et Samoussy sont rattachées au canton de Sissonne alors que Grandlup-et-Fay, Monceau-le-Waast, Pierrepont et Vesles-et-Caumont sont reversées dans le canton de Marle.

## Composition
Le canton de Liesse est composé de 13 communes au moment de sa suppression en 1800.
Le tableau suivant en donne la liste, en précisant leur nom, leur population en 1793 puis en 1800, leur cantons de rattachement de l'An X, et leur appartenance aux cantons actuels.
| Communes                     | Population (1793) | Population (1800) | Canton de l'an X | Canton actuel |
| ---------------------------- | ----------------- | ----------------- | ---------------- | ------------- |
| Bucy-lès-Pierrepont          | 541               | 608               | Sissonne         | Guignicourt   |
| Chivres-et-Mâchecourt,       | 281               | 453               | Sissonne         | Disparue      |
| Ébouleau                     | 225               | 329               | Sissonne         | Guignicourt   |
| Gizy                         | 424               | 464               | Sissonne         | Guignicourt   |
| Goudelancourt-lès-Pierrepont | 227               | 217               | Sissonne         | Guignicourt   |
| Grandlup-et-Fay              | 396               | 372               | Marle            | Marle         |
| Liesse,                      | 1 035             | 1 043             | Sissonne         | Guignicourt   |
| Marchais                     | 422               | 466               | Sissonne         | Guignicourt   |
| Monceau-le-Waast             | 210               | 181               | Sissonne         | Guignicourt   |
| Missy-lès-Pierrepont         | 100               | 109               | Sissonne         | Guignicourt   |
| Pierrepont                   | 371               | 458               | Marle            | Marle         |
| Samoussy,                    | 74                | 108               | Sissonne         | Laon-2        |
| Vesles-et-Caumont            | 198               | 251               | Marle            | Marle         |

## Évolution démographique
| 1793  | 1800  |
| ----- | ----- |
| 4 504 | 5 059 |

Histogramme

(élaboration graphique par Wikipédia)